# Хэнсбраф, Генри
Ге́нри Клэй Хэ́нсбраф (англ. Henry Clay Hansbrough; 30 января 1848 года, Прейри-дю-Роше — 16 ноября 1933 года, Вашингтон) — американский хроникёр и политик. Член Палаты Представителей США (1889—1891), сенатор США (1891—1909) от Северной Дакоты.

## Биография
Родился 30 января 1848 года в Креольском доме в поселении Прейри-дю-Роше. Своим именем он обязан Генри Клэю, который присутствовал на свадьбе его родителей и предложил им назвать своего первого сына в свою честь. Он жил на ферме отца в Кентукки и учился в обычной школе, которая из-за Гражданской войны вынуждена была закрыться.

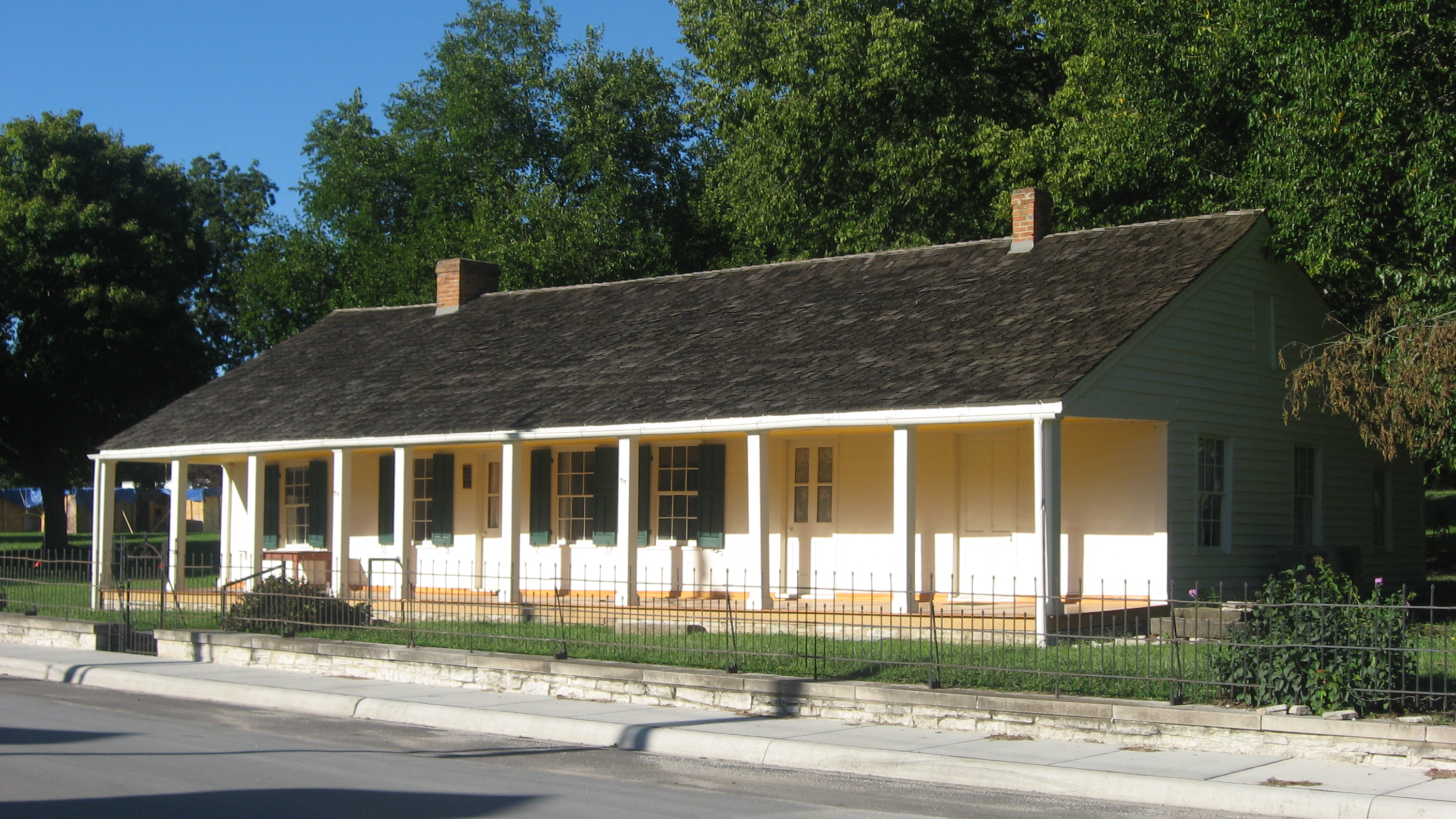
Креольский дом

В 1867 году он переехал со своей семьёй в Сан-Хосе. Здесь он изучил искусство книгопечатания и работал в коммерции здесь, а затем в Барабу. Одно время он работал в печатных изданиях San Jose Daily Independent и San Francisco Chronicle .
Снова переехав, он основал на территории Дакота в 1881 году газету Grand Forks News, а в 1883 году — Inter-Ocean.

## Политика
Он был сторонником раздела территории Дакоты на два отдельных штатов в составе Союза.
Прибыв в Крил-Сити, он стал конкурентом почтмейстера единственного почтового отделения «Крил-Сити» Хебера Крила, который также принадлежала газета Devils Lake Pioneer Press. С помощью железнодорожного магната Джима Хилла он обратился в Почтовую службу США открыть второе почтовое отделение в его издательстве, которое находилось рядом с почтовым отделением Крила и получившее название «Девилс-Лейк». Добившись этого в 1884 году и создав путаницу с двумя отделениями, он вынудил Крила закрыть своё отделение и стал новым почтмейстером. В том же году за название города, одноимённое его отделению, проголосовали жители города, а его избрали мэром. Он им был с 1885 по 1888 год. Он также был членом Республиканского национального комитета с 1888 по 1896 год.
После принятия Северной Дакоты в качестве штата, он был избран от Республиканской партии США в 51-й Конгресс. Он был первым человеком, представлявшим новообразованный штат в Палате представителей США. Он занимал этот пост со 2 ноября 1889 года по 3 марта 1891 года. Он не добивался повторного выдвижения в 1891 году, став кандидатом в сенаторы.
В 1891 году был избран в Сенат США, с переизбранием в 1897 и в 1903 годах и занимал этот пост до 3 марта 1909 года. В Сенате он был председателем Комитета по делам Библиотеки Конгресса (54-й Конгресс) и членом Комитета по общественным землям (с 55-го по 60-й Конгрессы) и Комитета по сельскому и лесному хозяйствам (60-й Конгресс). Во время работы в Сенате США он не принимал участия в 824 из 1936 поимённых голосований, что составило 42,6 % всей его работы в палате. В 1908 году получив 20,74 % в кампании Республиканской партии США по переизбранию в Сенат США, он передал мандат избранному сенатору Мартину Джонсону и возобновил коммерческий бизнес в Девилс-Лейк.
На сенатской должности он подружился с однопартийцем Теодором Рузвельтом и был с ним в хороших отношениях во время его президентства: часто с ним пил утренний кофе в Белом доме; однако в 1912 году выступил резко против его участия в третьих президентских выборах. Несмотря на свою принадлежность к республиканцам, он строго ею не придерживался, и позже объявил о своей поддержке демократа Вудро Вильсона. К 1928 году, это влияние усилилось, когда он поддержал кандидатуру демократа Альфреда Смита на президентских выборах, а не кандидатуру республиканца Герберта Гувера. В 1933 году он был сторонником фермерских программ 32-го Президента США Франклина Рузвельта.
Выйдя на пенсию, он переехал во Флориду, а затем и в Нью-Йорк. В 1927 году, он последний раз переезжает в Вашингтон, где и умирает.

## Смерть
Перед смертью он, навестив своего друга, сенатора США Джеральда Ная, попросил его развеять свой прах под вязом на территории Капитолия. Хотя это было запрещено, Най выполнил посмертную просьбу своего друга, сделав того единственным человеком, получившим последнее пристанище на Капитолийском холме.

## Труды
- Хэнсбраф Г.К.. «Почему иммиграция не должна быть приостановлена». The North American Review, 156 стр., 1893 г.[13].